# Nicolás Fernández de Moratín
Nicolas Fernández de Moratín (Madrid, 1737. július 20. – Madrid, 1780. május 11.) spanyol költő, Leandro Fernández de Moratín édesapja.

## Pályája
Irodalmi tevékenységét főleg a színpadi átalakítására fordította és több francia módra készült szomorú- és vígjátékot (La petimetra, 1762; Lucrecia, 1763; Hermesinda, 1770; Guzman el bueno, 1777; stb.) írt. Három röpiratában (Desenganos al teatro espanol) az autók megszüntetését sürgette. 1765-ben írt egy tanító költeményt a vadászatról (La Diana, o arte de la caza); legjobb műve: Canto epico de las naves de Cortés destridas (Madrid, 1785). Összes művei a Biblioteca de autores espanoles (uo. 1848) 2. kötetében jelentek meg.